# مکس الن کالینز

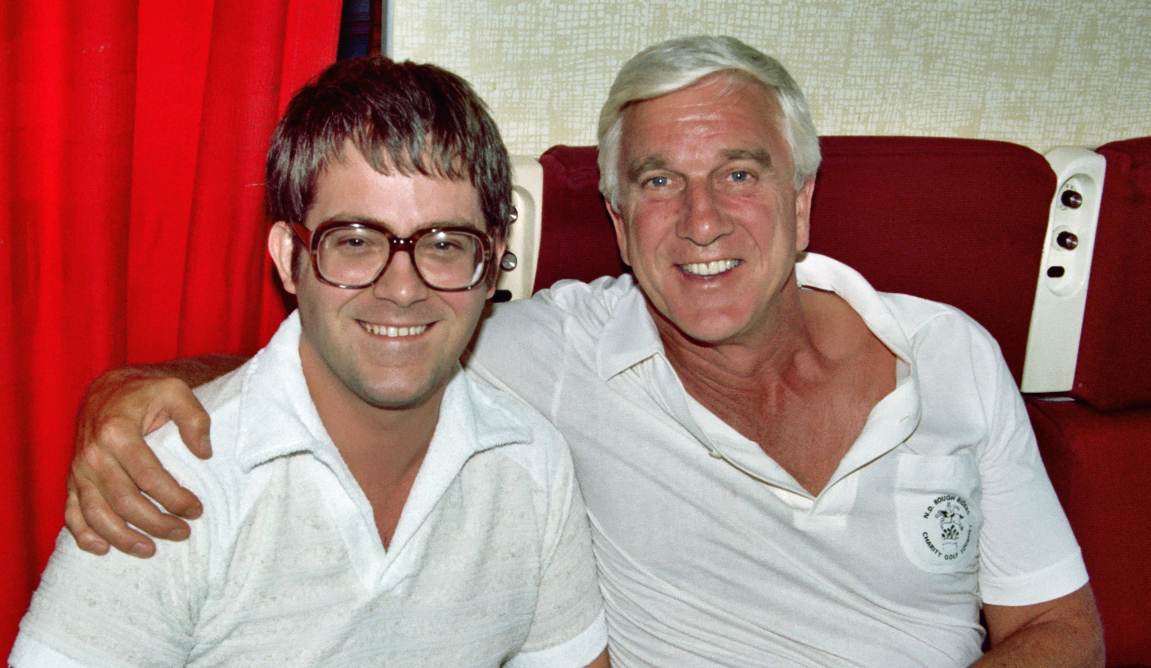
کالینز (چپ) در کنار لسلی نیلسن در سال ۱۹۸۲

مَـکس اَلن کالینز (انگلیسی: Max Allan Collins؛ زادهٔ ۳ مارس ۱۹۴۸) فیلم‌نامه‌نویس، رمان‌نویس و نویسنده اهل ایالات متحده آمریکا است.
از فیلم‌ها یا مجموعه‌های تلویزیونی که وی در آن‌ها نقش داشته‌است، می‌توان به جاده‌ای به‌سوی تباهی و کواری اشاره نمود.
وی همچنین برندهٔ جوایزی همچون جایزه شیمس شده‌است.